# Idtjärnarna, Hälsingland
Idtjärnarna är en sjö i Ovanåkers kommun i Hälsingland och ingår i Dalälvens huvudavrinningsområde.